# Nguyễn Văn Linh

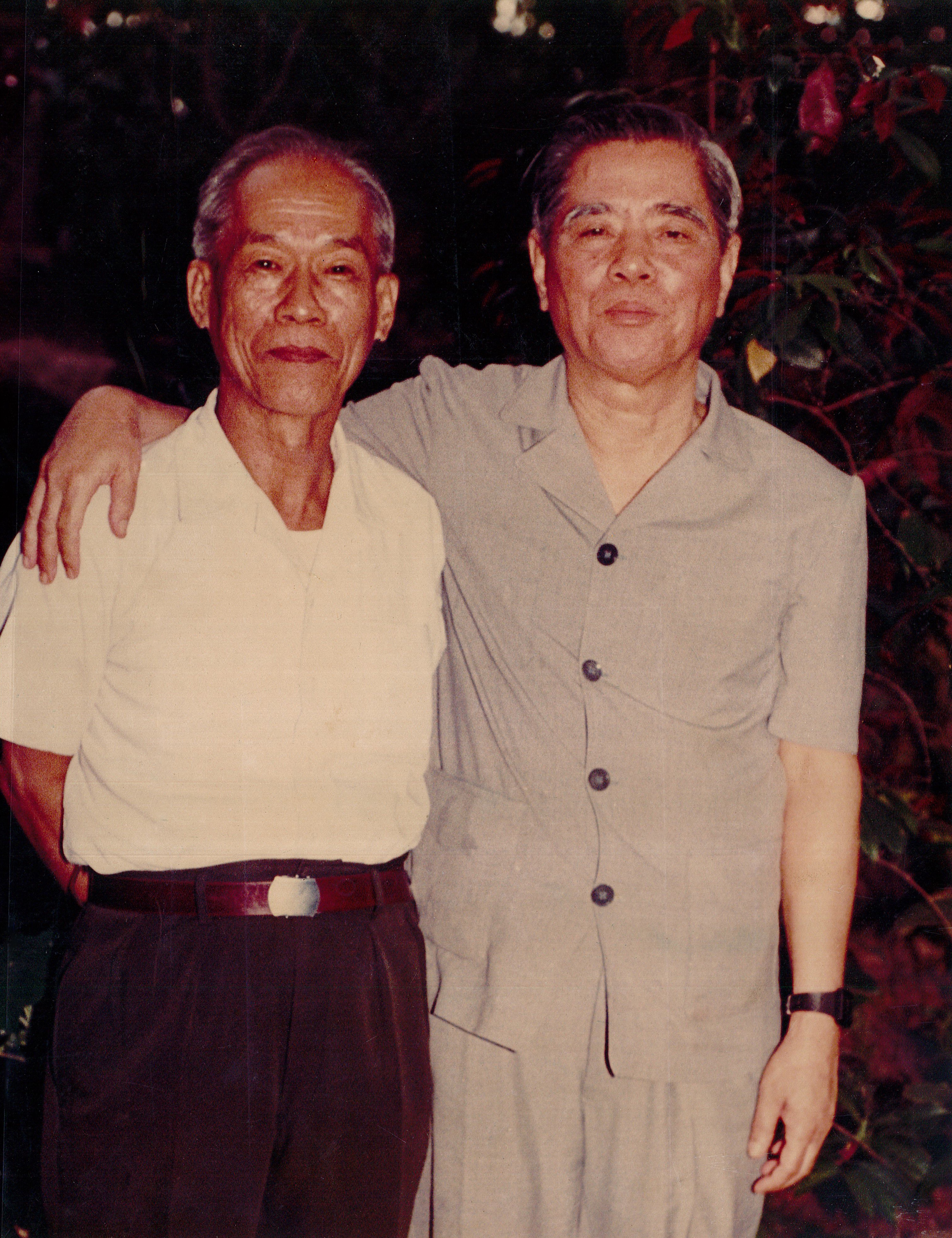
Generalleutnant Tam Le Thanh und Generalsekretär Nguyen Van Linh am 17. November 1984 in den Tunneln von Phu Tho Hoa.

Nguyễn Văn Linh (* 1. Juli 1915; † 27. April 1998) war ein vietnamesischer Revolutionär und Politiker, während des Vietnamkrieges ein Guerillakämpfer der Nationalen Front für die Befreiung Südvietnams. Von 1986 bis 1991 war er Generalsekretär der Kommunistischen Partei Vietnams.
Nguyen war, ähnlich wie sein Nachfolger Đỗ Mười, Vertreter von marktwirtschaftlichen Reformen ohne politische Liberalisierung und wurde 1991 angeblich aus gesundheitlichen Gründen abgelöst.
Lê Duẩn |
Trường Chinh |
Nguyễn Văn Linh |
Đỗ Mười |
Lê Khả Phiêu |
Nông Đức Mạnh |
Nguyễn Phú Trọng |
Tô Lâm
| Personendaten    | Personendaten             |
| ---------------- | ------------------------- |
| NAME             | Nguyễn Văn Linh           |
| ALTERNATIVNAMEN  | Nguyen Van Linh           |
| KURZBESCHREIBUNG | vietnamesischer Politiker |
| GEBURTSDATUM     | 1. Juli 1915              |
| STERBEDATUM      | 27. April 1998            |